# کیتلین کهو
کیتلین کهو (انگلیسی: Caitlin Cahow؛ زادهٔ ۲۰ مهٔ ۱۹۸۵) بازیکن هاکی روی یخ اهل ایالات متحده آمریکا است.